# Canal La Punta
El canal La Punta o canal de La Punta es un canal de regadío ubicado en el noroeste de Santiago.

## Trayecto
En el mapa de 1900 (elaborado por Nicanor Boloña) se ve que el canal sale una cuadra aguas abajo del cruce del río Mapocho con la Avenida Fermín Vivaceta iniciando un recorrido que lo lleva hasta el lado sur del cerro Renca como lo muestra la sección de un mapa de 1903. Casi paralelo a la ribera sur del último corría el canal Zapata y más al sur, su derivado el canal Yungay.

## Historia
Según Benjamín Vicuña Mackenna, la hacienda La Punta se encontraba ubicada a 11 km al noroeste de la Plaza de Armas de Santiago y se tienen menciones de ella desde 1573. En 1595 pasó a manos de la Compañía de Jesús, cuyo provincial, Diego de Rosales, hizo abrir uno de los primeros canales de riego de Santiago para abastecer la hacienda de la orden. Posteriormente la hacienda pasó a manos de la familia del historiador Vicuña.: 16 
Según fuentes difíciles de confirmar, este canal era derivado, posteriormente, del canal Cequión o de la Merced que fluía por la (actual) calle Antonia Lopez de Bello para regar la Recoleta Domínica con aguas extraídas del río Mapocho.
Luis Risopatrón describe un fundo con ese nombre en su Diccionario Jeográfico de Chile de 1924:
Punta (Fundo La) 33° 25' 70° 45' Tiene 300 hectáreas de terreno regado i se encuentra en la márjen N del rio Mapocho, inmediatamente al W de la aldea de Renca; en sus cercanías se halla sulfuro de molíbdeno. 63, p. 256; 66, p. 181; 101, p. 424; 155, p. 588; i 156; i hacienda en 62, II, p. 131.

## SigloXXI
En la actualidad está administrado por la Sociedad del Canal de Maipo, que lo describe como "desde su bocatoma en el río Mapocho hasta el partidor ubicado inmediatamente aguas abajo de la canoa sobre el estero Lampa", con una longitud total de 19,9 km de los cuales 15,9 son abovedados.
Sin embargo, el Catastro de usuarios de aguas de la primera sección del río Maipo ribera derecha (norte) Archivado el 31 de octubre de 2018 en Wayback Machine., tomo 6, pág. 1355, de la Dirección General de Aguas lo nombra con 32,10 km de longitud, 786 obras de arte y 8 obras de regulación para regar en total 4409 ha con sus derivados "Pinto Solar", "San Luis de Quilicura", "Lo Boza", "Romeral", "Manuel Rodríguez" y "El Noviciado".